# Karen Jarrett
Karen Smedley (né le 12 octobre 1972 à Greensburg, Pennsylvanie) est une personnalité, manager de catch américain. Elle travaille actuellement à la Impact Wrestling sous le nom de Karen Jarrett. Elle est l'ex-femme du catcheur Kurt Angle et est l'épouse de Jeff Jarrett.

## Jeunesse
Smedley est fan de catch et regarde les émissions de catch avec un de ses grand-pères. Elle a comme idole Miss Elizabeth et Sherri Martel. Elle travaille comme mannequin en Pennsylvanie et c'est grâce à son métier qu'elle rencontre Kurt Angle.

## Carrière

### Retour à la Impact Wrestling (2017-)
Le 5 janvier, après le rachat de la TNA par Anthem Sports & Entertainment, elle revient en tant que Consultante Exécutive.